# Krásno nad Kysucou
Krásno nad Kysucou é uma cidade da Eslováquia, situada no distrito de Čadca, na região de Žilina. Tem 27,77 km² de área e sua população em 2018 foi estimada em 6.790 habitantes.

## Demografia
| Ano:        | 1994 | 2004   | 2014   | 2024   |
| ----------- | ---- | ------ | ------ | ------ |
| Broj ljudi: | 6863 | 7038   | 6831   | 6506   |
| Razlika:    |      | +2,54% | -2,94% | -4,75% |

| Ano:               | 2023 | 2024   |
| ------------------ | ---- | ------ |
| Número de pessoas: | 6544 | 6506   |
| Diferença:         |      | -0,58% |